# Stamullen
Stamullen (in irlandese: Steach Maoilín) è una cittadina nella contea di Meath, in Irlanda.